# Synagoge (Franzensbad)

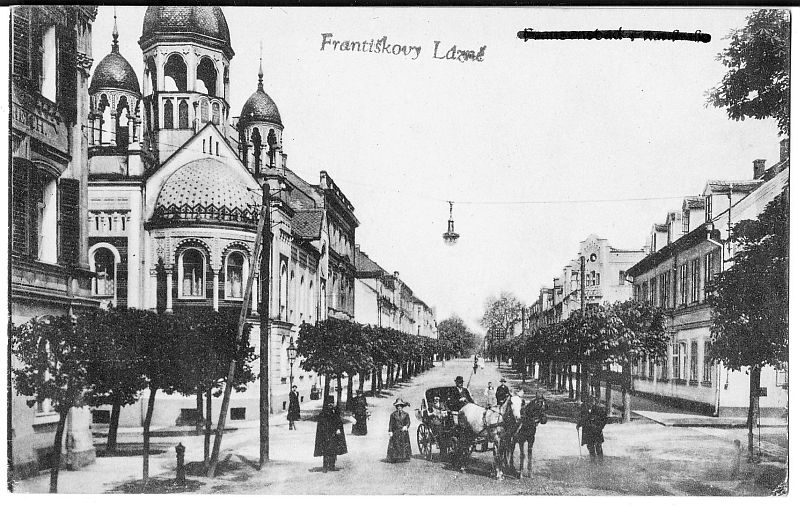
Die Synagoge in Franzensbad auf einer Ansichtskarte

Die Synagoge in Franzensbad (tschechisch Františkovy Lázně), einer tschechischen Stadt im Okres Cheb (Bezirk Eger), wurde 1875 erbaut und von den Nationalsozialisten 1938 zerstört. Die Synagoge an der ehemaligen Hauptstraße war im orientalisierenden Stil mit zwei Türmen und Kuppeln errichtet.